# Бройберг
Бройберг (нім. Breuberg) — місто в Німеччині, знаходиться в землі Гессен. Підпорядковується адміністративному округу Дармштадт. Входить до складу району Оденвальд.
Площа — 30,76 км2. Населення становить 7496 ос. (станом на 31 грудня 2020).

## Історія
У ході територіальної реформи в Гессені 31 грудня 1970 року до міста Нойштадт на добровільних засадах було приєднано раніше незалежну громаду Рай-Брайтенбах. Сьогоднішнє місто Бройберг було створено шляхом добровільного злиття міста Нойштадт і муніципалітетів Хайнштадт, Сандбах і Вальд-Аморбах 1 жовтня 1971 року. Для всіх колишніх незалежних муніципалітетів було сформовано місцевий округ з місцевою консультативною радою та місцевим головою відповідно до муніципального кодексу Гессену.

## Галерея

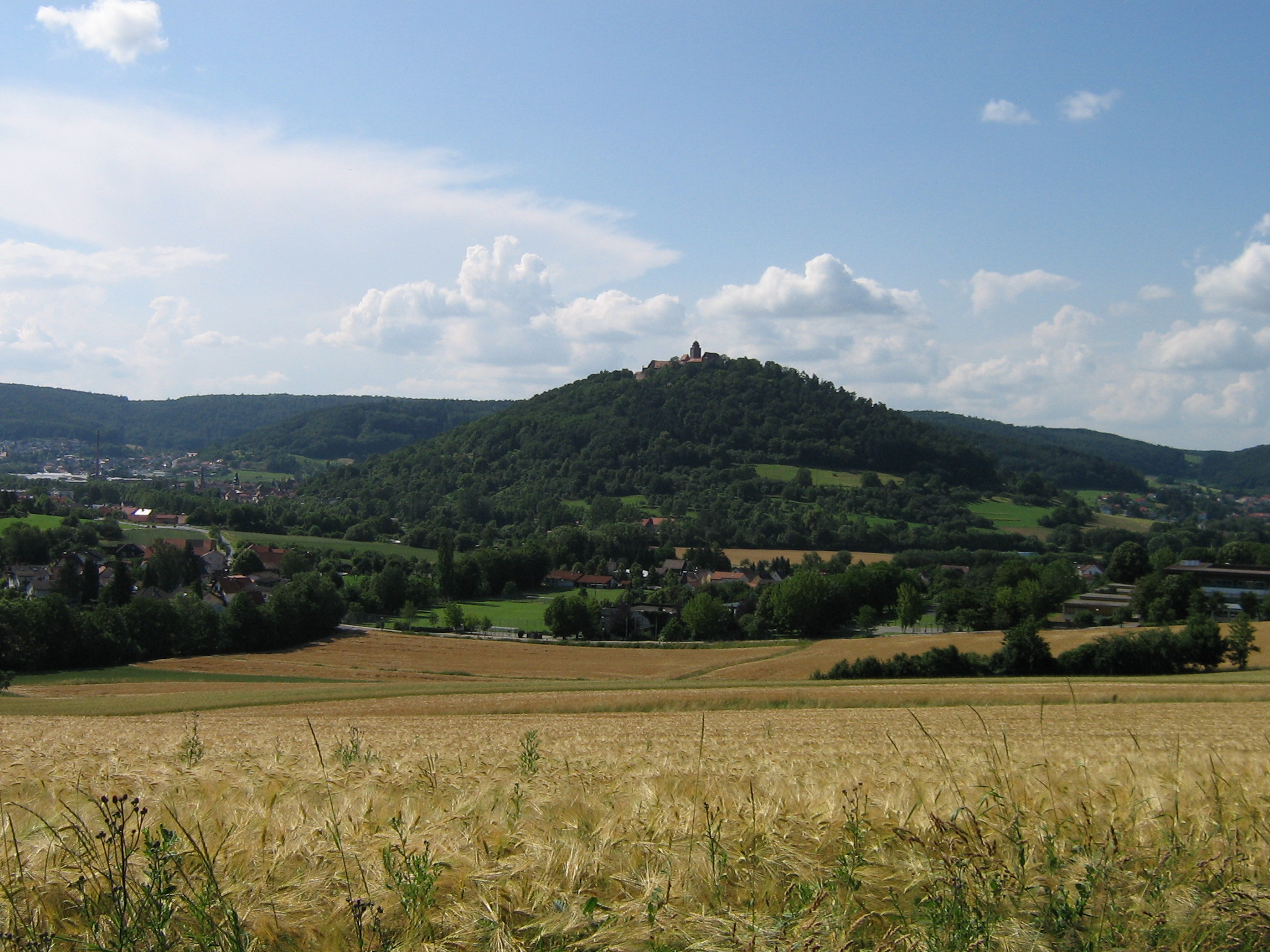
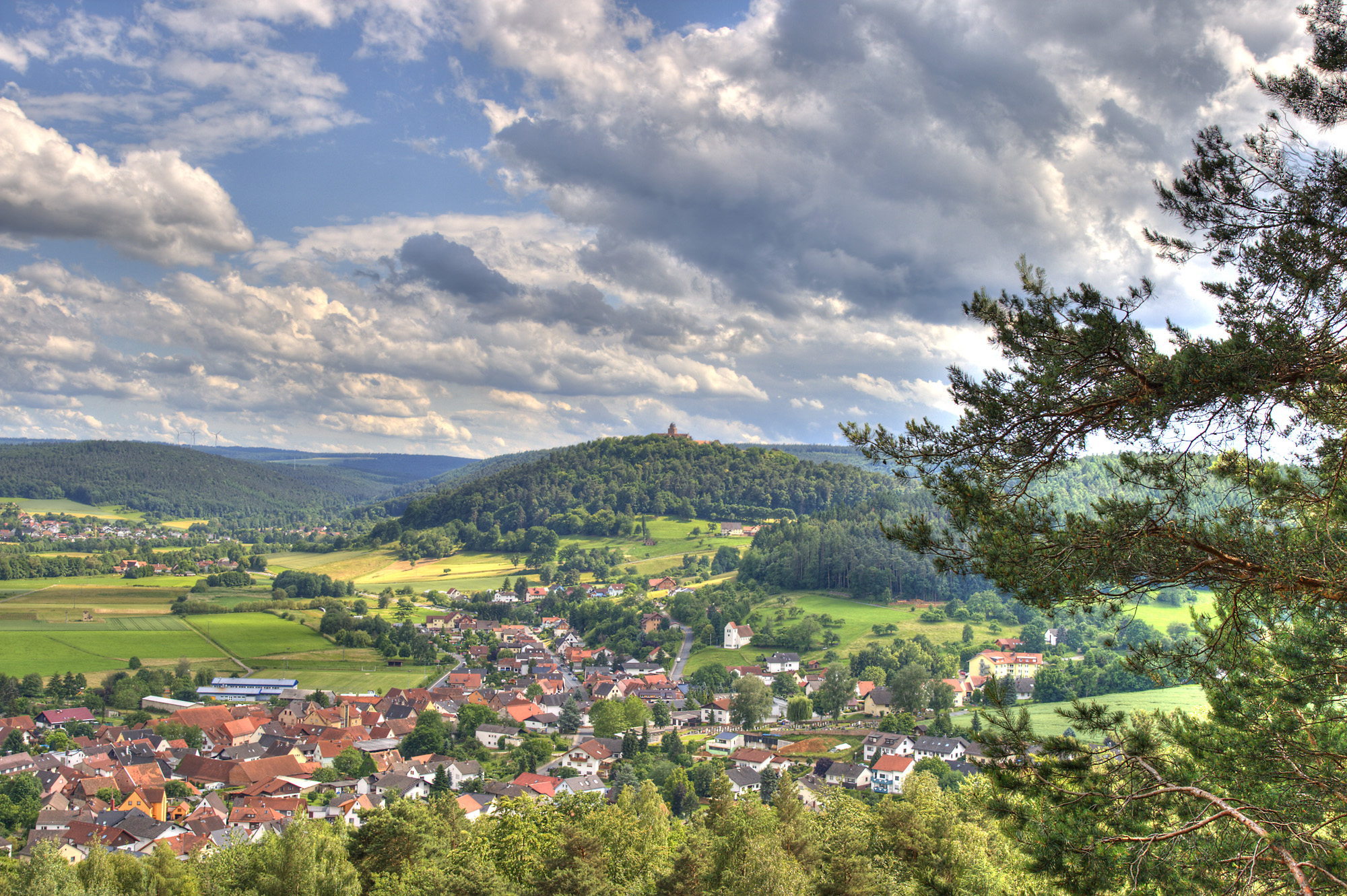
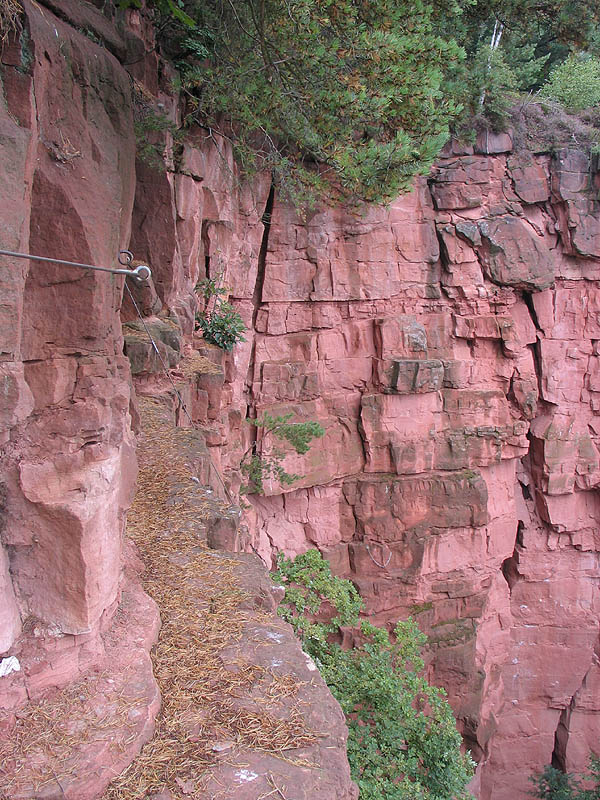